# Open Web Application Security Project
Open Worldwide Application Security Project (OWASP) är en ideell förening (i grunden en ideell stiftelse i USA) som arbetar för säkerhet i programvara, främst webbprogram. Verksamheten består av webbplatsen/wikin, konferenser, utbildningar och öppna projekt för att utveckla verktyg eller metoder.
OWASP har en global styrelse men också lokalföreningar, så kallade chapters. runt om i världen. I Sverige finns tre lokalföreningar. Ordförande i OWASP är Jeff Williams.